# Zeller Bach (Irrsee)
Der Zeller Bach (auch Zellerbach geschrieben) ist ein kleiner Bach am Zeller- oder Irrsee im Mondseeland, einem Teil des Salzkammerguts im Hausruckviertel Oberösterreichs.
Der Bach ist nicht zu verwechseln mit der Zeller Ache, dem Abfluss des Sees.

## Lauf und Landschaft
Der Bach entspringt etwa 1½ Kilometer östlich vom Südende des Sees am Westhang des Lackenbergs (925 m ü. A.), unterhalb von Sulzberg auf etwa 750 m ü. A. Er fließt nordwestlich und bildet zwischen Zellgraben und Lindau  den Gutteil seines Laufs die Gemeindegrenze von Tiefgraben zu Zell am Moos. Er passiert die Tiefgrabener Häuser Am Zellerbach, hier kommt von links der Graben beim Thalbauer.
Ab der Mondsee Straße (B154) ist er dann der Dorfbach des Ortes Zell am Moos. Am Kirchplatz rinnen ihm von rechts noch die Gräben von Niederbrandstatt her zu. Nach gut 2½ Kilometern Lauf mündet er beim Zell-am-Mooser Seebad in den Irrsee (553 m ü. A.).

## Geologie und Hydrographie
Der Bach kommt von einer Randmoräne des Traungletschers der Würm-Eiszeit (ca. 100.000–10.000 Jahre vor heute), der letzten Kaltzeit, die einen Wall westlich des Irrsees bis in die Haslau hinterlassen hat. Dahinter wurde die junge Vöckla eingezwängt. Der nordwestliche Lauf ist hierorts unüblich: Das Mondsee-Irrsee-Gebiet stellt den nacheiszeitlichen Rückzugsraum der Gletscherzunge des Traungletschers dar und entwässert deshalb alpeneinwärts („verkehrt herum“, erst ab dem Attersee strömt das Wasser wieder Richtung Alpenrand). Dem folgen auch die meisten kleinen Zubringer. Zellerbach, nördlich der Ramsaubach oder der Iltisbach  gegenüber vom Kolomannsberg gehen entgegen dieser Richtung. Es dürfte sich um Laufbildungen im spät-würmzeitlichen Gletscherschwund-Vorfeld handeln, südlich bei Guggenberg liegt ein Felsriegel quer im Tal und dann bis zum See bei Gasleiten ausstreifend, dem der Bachlauf folgt.